# Roald Dahl
Roald Dahl (Cardiff, 13 settembre 1916 – Oxford, 23 novembre 1990) è stato uno scrittore, sceneggiatore e aviatore britannico, conosciuto soprattutto per i suoi romanzi per l'infanzia.
È anche co-inventore della valvola WDT (Wade-Dahl-Till), utilizzata per contrastare gli effetti dell'idrocefalia.

## Biografia

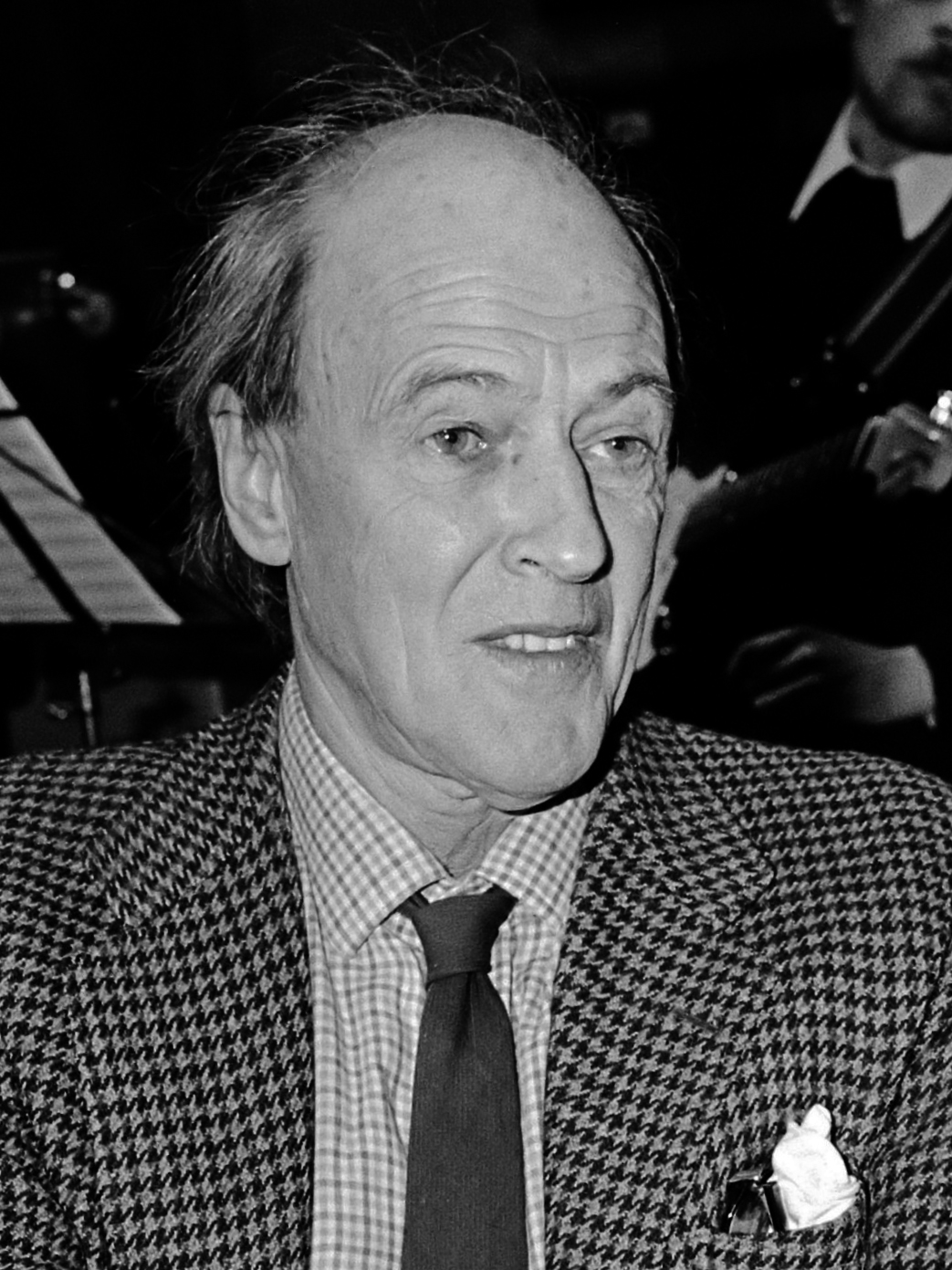
Roald Dahl nel 1982

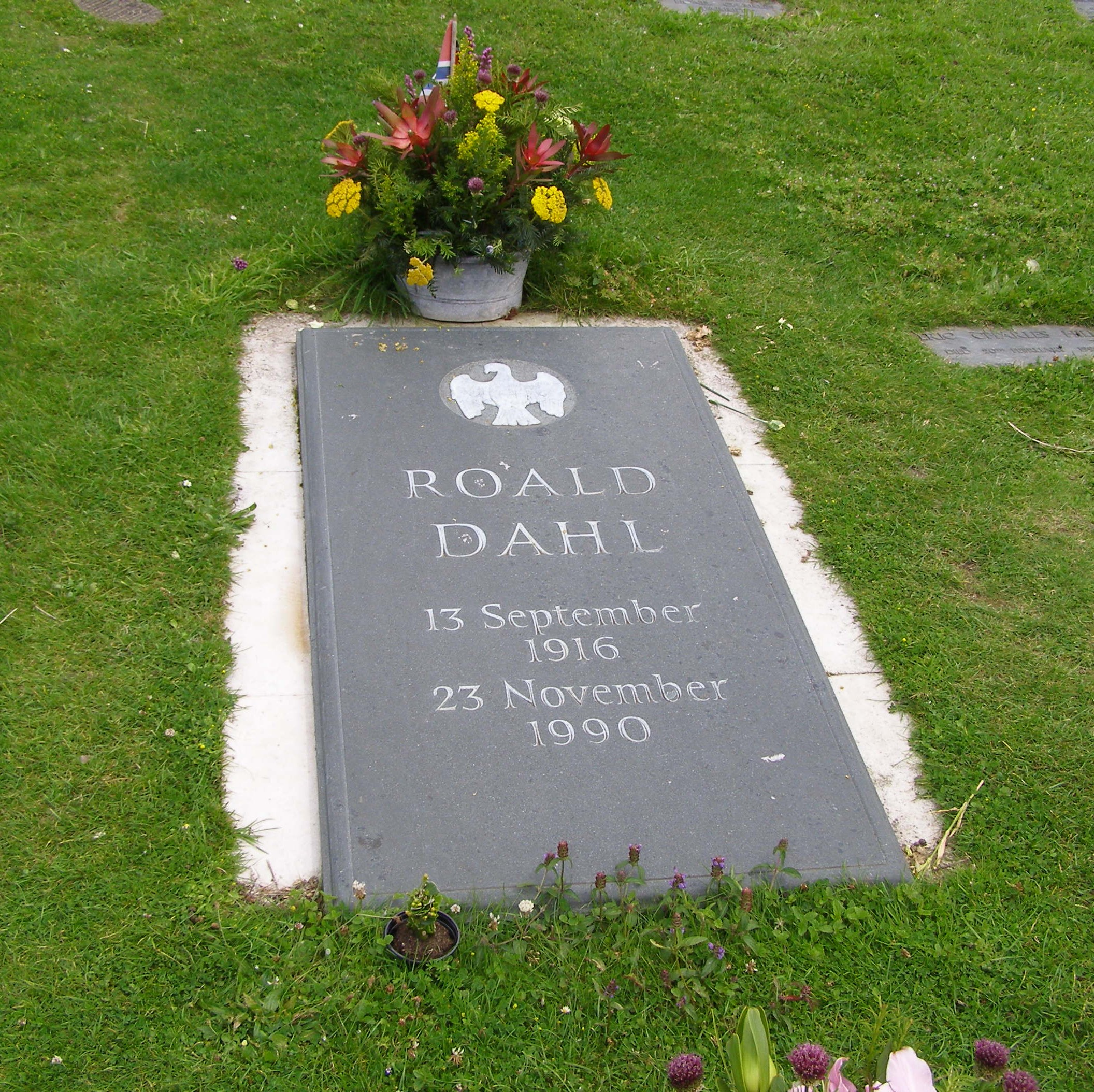
La tomba di Roald Dahl presso il cimitero della chiesa di St. Peter and Paul a Great Missenden, Buckinghamshire, in Inghilterra

Roald Dahl nacque nel 1916 nel Galles da genitori norvegesi. Il padre emigrò in Gran Bretagna da Sarpsborg e si stabilì a Cardiff verso il 1880. Sposati nel 1911 i genitori diedero al figlio il nome Roald in onore dell'esploratore norvegese Roald Amundsen, considerato in Norvegia un eroe nazionale. L'infanzia, segnata dalla severità e dall'educazione impartitagli nei collegi frequentati ma anche dalla gioia della famiglia, è raccontata dall'autore stesso nel libro Boy.
Terminati gli studi, Roald decise di non iscriversi all'università e trovò impiego presso la Shell Petroleum Company, compagnia scelta perché permetteva di viaggiare e vivere nello sconfinato impero britannico. In particolare trascorse 4 anni lavorando nell'Africa Orientale Britannica, soprattutto nelle colonie britanniche del Kenya e della Tanzania. Nel 1939, allo scoppio della seconda guerra mondiale, Dahl si arruolò nella Royal Air Force, dove ottenne rapidamente il grado di tenente pilota, compiendo missioni dal Kenya alla Libia, alla Grecia, oltre che contro l'aeronautica del governo di Vichy in Siria e Libano.
Durante la sua prima missione presso il confine libico, subì tuttavia un grave incidente dovuto ad un atterraggio di fortuna nel deserto per esaurimento del carburante. Rimasto senza vista per alcuni mesi e con numerose fratture anche al cranio, riuscì a ristabilirsi e,  malgrado avesse da tempo ricominciato a volare e combattere, fu scartato ad una visita di controllo perché si erano verificati numerosi casi di cecità temporanea mentre eseguiva picchiate ad alta velocità.
Prima confinato a terra, poi rispedito in Inghilterra (da cui mancava da sette anni), dopo un breve periodo di convalescenza fu inviato all'ambasciata britannica a Washington, dove (con il grado di Wing Commander) avrebbe dovuto coadiuvare l'attaché dedicato all'aeronautica; in realtà il suo lavoro consisteva in propaganda e spionaggio, ruolo in cui si trovavano impegnati in quel momento numerosi intellettuali e futuri scrittori britannici.
Solo nel 1942 ebbe inizio la sua carriera di scrittore, con un racconto per bambini che aveva cominciato a scrivere durante il suo trasferimento a Washington, dove aveva conosciuto Cecil Scott Forester. Scrisse infatti, grazie a questo incontro, una storia ispirata alle sue avventure durante la guerra: Shot Down Over Libya. Il suo primo libro per bambini a riscuotere un grande successo fu James e la pesca gigante, pubblicato nel 1961 e trasposto in un film d'animazione nel 1996.
Nel 1953 sposò la nota attrice Patricia Neal, dalla quale ebbe cinque figli: Olivia, Tessa, Theo, Ophelia e Lucy. La sua vita familiare fu però turbata da una serie di gravi dispiaceri: dapprima il figlio neonato subì una gravissima frattura cranica, che gli provocò l'idrocefalia; Olivia morì a soli sette anni per complicazioni dovute al morbillo, infine la moglie Patricia fu costretta ad un lungo periodo di riabilitazione per le conseguenze di un ictus. Nel 1990 la figliastra Lorina, malata di tumore al cervello, morì pochi mesi prima di lui.
Tornato in Gran Bretagna, Dahl acquistò una vasta popolarità come scrittore per bambini con libri come Gli Sporcelli, La fabbrica di cioccolato e Il grande ascensore di cristallo, che ne rappresenta il seguito. Negli anni ottanta, grazie anche all'incoraggiamento della seconda moglie Felicity Ann d'Abreu Crosland, sposata nel 1983, scrisse tra le sue opere migliori: Il GGG, Le streghe, Matilde.
Dahl fu anche sceneggiatore di film tratti dalle sue opere, come ad esempio Willy Wonka e la fabbrica di cioccolato del 1971, per la regia di Mel Stuart, con Gene Wilder, Jack Albertson, Ursula Reit, Peter Ostrum e Roy Kinnear. La storia narra del proprietario (Willy Wonka) di una fabbrica di cioccolato che bandisce un concorso: i cinque bambini vincitori potranno entrare nella misteriosa fabbrica e scoprirne i segreti. Suo è anche il soggetto del film Gremlins, che aveva scritto per la casa di produzione di Walt Disney ma che fu poi prodotto da Steven Spielberg nel 1985.
Ritiratosi a Gipsy House, la sua casa di Great Missenden, insieme alla seconda moglie Liccy, ai figli e ai nipoti, morì il 23 novembre 1990 di leucemia a 74 anni. Fu sepolto nel cimitero di Great Missenden.

### Valvola Wade-Dahl-Till
Nel 1960 Il figlio di Dahl, Theo, sviluppò l'idrocefalia come conseguenza di un incidente automobilistico. Gli fu impiantata una valvola standard Holter per drenare l'eccesso di liquido cerebrale; tuttavia non era abbastanza efficiente ed era soggetta a blocchi, i quali non solo causavano dolore, cecità e rischio di danni cerebrali permanenti, ma rendevano necessario ogni volta un intervento chirurgico d'urgenza. Il dottor Till, un neurochirurgo dell'ospedale pediatrico London's Great Ormond Street, comprese che i detriti del liquido cerebrale, specialmente in pazienti in cui era presente sanguinamento e danno cerebrale, come nel caso di Theo, erano la causa dei malfunzionamenti della valvola Holter.
Dahl conobbe Wade, ingegnere specializzato in idraulica di precisione, in quanto entrambi condividevano la passione per l'aeromodellismo dinamico. Dahl comprese il potenziale dei suoi due conoscenti e li coordinò (contribuendo anche attivamente con le sue esperienze linguistiche, aviatorie e umane) per sviluppare un nuovo meccanismo basato su due dischi metallici e un corto tubo di silicone. Mentre il nuovo meccanismo veniva perfezionato, Theo si riprese abbastanza da non dover più ricorrere ad esso, tuttavia migliaia di bambini in tutto il mondo beneficiarono della valvola WDT prima che la tecnologia medica riuscisse a produrre soluzioni migliori, come lo Shunt. I co-inventori decisero, di comune accordo, di non pretendere alcun guadagno per la loro invenzione.

## Accuse di antisemitismo e controversie
Nel dicembre 2020, sul sito ufficiale, la famiglia di Dahl si è scusata per il suo antisemitismo, un pregiudizio di cui lo stesso autore parlò apertamente nel 1990, 8 mesi prima di morire, dichiarando in un'intervista al giornale britannico The Independent che il tutto era iniziato nel 1982 con l'invasione del Libano da parte di Israele: «Hanno ucciso 22 000 civili quando hanno bombardato Beirut. La cosa è stata messa a tacere sui giornali perché la maggior parte è di proprietà ebraica. Sono senz'altro contro Israele e sono diventato antisemita nel momento in cui un ebreo che vive in un altro paese - come l'Inghilterra - sostiene fortemente il sionismo. Penso debba vedere entrambe le facce della medaglia».
Nel corso di un'intervista al settimanale britannico New Statesman dichiarò: «C'è un tratto della personalità degli ebrei che provoca animosità. Forse una certa qual mancanza di generosità verso i non ebrei. Voglio dire che c'è sempre un motivo se un sentimento contro qualcosa spunta ovunque. Anche una carogna come Hitler non se l'è presa con loro senza alcun motivo». In alcune opere sono presenti stereotipi antisemiti ben prima del 1982: ad esempio Madame Rosette, il personaggio del racconto omonimo scritto nel 1945, è descritta da Stuffy, uno dei protagonisti, come «una schifosa vecchia ebrea siriana».
È ovviamente oggetto di dibattito se un autore che inserisce nella propria narrazione personaggi e stereotipi antisemiti condivida il punto di vista di tali personaggi o se non stia piuttosto restituendo al lettore un aspetto della realtà; nel caso specifico: Dahl la pensa come Stuffy o usa Stuffy per descrivere l'antisemitismo comunemente accettato dai suoi personaggi e che permea il mondo in cui questi agiscono? Parallelamente è innegabile che Dahl ha avuto amici ebrei come il filosofo Isaiah Berlin e che ha scelto collaboratori ebrei come Amelia Foster, direttrice del Roald Dahl Museum and Story Centre a Great Missenden.
Foster nel 2008 ha dichiarato durante un'intervista con la radio pubblica tedesca: «Dahl era un tipo particolare. Avrebbe odiato tutto ciò che oggi è "politicamente corretto" [...] . È stato stupido da parte sua [attaccare Israele durante l'intervista all'Indipendent]. [...] È un altro esempio di come Dahl rifiutasse di prendere qualsiasi cosa sul serio, incluso se stesso. Era molto arrabbiato nei confronti degli israeliani. Ebbe una reazione infantile a quanto stava accadendo in Israele. Dahl voleva provocare, proprio come era solito provocare a cena a casa sua. Il suo editore era ebreo, il suo agente era ebreo, ma queste persone gli piacevano, le rispettava ed ha sempre e solo espresso giudizi positivi su di loro. Mi ha personalmente chiesto di essere il suo direttore operativo, e io sono ebrea. Se sei antisemita non chiedi agli ebrei di lavorare con te».
Nel 2023 la casa editrice Puffin ha iniziato, secondo il quotidiano conservatore The Telegraph, a modificare o eliminare dalle opere di Roald Dahl parole e espressioni che oggi potrebbero scandalizzare, offendere, discriminare o umiliare alcuni lettori o che potrebbero contribuire a perpetuare stereotipi razzisti. Centinaia di cambiamenti sono stati fatti, in particolare i termini considerati dall’editore come "discriminanti", che "infastidirebbero le minoranze sessuali o etniche". The Telegraph precisa che i "rewriters" aggiungono a volte passaggi riscritti da loro. La Roald Dahl Story Company, società che detiene i diritti d’autore acquisita da Netflix nel 2021, non sembra essersi opposta a questi cambiamenti.

## Temi e contenuti
Per ciò che riguarda la produzione di libri per ragazzi, Dahl è stato spesso paragonato a Enid Blyton, altra autrice del periodo. Tuttavia questa associazione per certi versi penalizza l'autore poiché si tratta di personalità e stili molto diversi. La Blyton è prolifica, Dahl scrisse una ventina di libri in tutto; il linguaggio della scrittrice inglese è semplice, quello di Dahl è creativo e originale. Creatività e originalità si ritrovano anche nei personaggi e nelle trame, mentre Blyton ripresenta più volte le stesse formule e stereotipi. Inoltre Dahl è stato definito ribelle e irriverente nonché irrispettoso nei riguardi delle figure adulte di cui scrive, mentre Blyton si conformava alla morale del periodo. Anche la loro visione del fantasy è diversa: nei romanzi di Dahl la magia si manifesta all'interno del mondo urbano della piccola borghesia o della classe operaia, mentre Enid Blyton crea da zero mondi fantastici.
Dahl presenta anche situazioni dagli echi dickensiani: nelle sue storie il bambino protagonista è spesso oppresso da povertà, figure adulte, o da entrambi. Tuttavia l'autore viene in aiuto ai piccoli protagonisti utilizzando mezzi fantastici, come la pesca gigante che schiaccia le zie del protagonista in James e la pesca gigante. Quando non sono malvagi o oppressivi gli adulti di Dahl sono generalmente incapaci di provvedere ai bambini, come i poverissimi genitori di Charlie in La fabbrica di cioccolato, che non lo aiutano come invece l'imprevedibile e surreale Willy Wonka. Come nella tradizione ottocentesca, Dahl punisce i suoi personaggi, che siano genitori malvagi e incapaci di educare, o il frutto di questa incapacità, bambini viziati con il ruolo di antagonisti. Tema cardine delle storie di Dahl è quello dell'orfano: il protagonista si separa volontariamente o involontariamente dalle figure adulte negative con l'aiuto di un personaggio positivo, non necessariamente magico, a volte semplice e "umano": ad esempio la modesta maestra Miss Honey, alla quale Matilde si lega per sfuggire alla famiglia nell'omonima storia Matilde.

## Opere

### Libri per bambini

#### Romanzi
- I Gremlins (The Gremlins, 1943)
- James e la pesca gigante (James and the Giant Peach, 1961)
- La fabbrica di cioccolato (Charlie and the Chocolate Factory, 1964)
- Il dito magico (The Magic Finger, 1966)
- Furbo, il signor Volpe (Fantastic Mr Fox, 1970)
- Il grande ascensore di cristallo, (Charlie and the great glass elevator, 1972)
- Danny il campione del mondo (Danny, The Champion Of The World, 1975)
- Il coccodrillo enorme (The Enormous Crocodile, 1978)
- Gli Sporcelli (The Twits, 1980)
- La magica medicina (George's Marvellous Medicine, 1981)
- Il GGG (The BFG, 1982)
- Le streghe (The Witches, 1983)
- Io, la giraffa e il pellicano (The Giraffe and the Pelly and Me, 1985)
- Matilde (Matilda, 1988)
- Agura Trat (Esio trot, 1990)
- Il vicario, cari voi (The Vicar of Nibbleswicke, 1991)
- I Minipin (The Minpins, 1991)

#### Raccolte di poesie
- Versi perversi (Revolting Rhymes, 1982)
- Sporche bestie (Dirty Beasts, 1984)
- Rhyme Stew, 1989

### Libri per adulti

#### Romanzi
- Sometime Never: A Fable for Supermen, 1948
- My Uncle Oswald, 1979

#### Raccolte di racconti
- Over to You: Ten Stories of Flyers and Flying, 1946
- Someone like You, 1953
- Kiss Kiss, 1960
- Twenty-Nine Kisses from Roald Dahl, 1969
- Switch Bitch, 1974
- Un gioco da ragazzi e altre storie (The Wonderful Story of Henry Sugar and Six More, 1977)
- Il meglio di Roald Dahl (The Best of Roald Dahl, 1978)
- Storie impreviste (Tales of the Unexpected, 1979)
- Storie ancora più impreviste (More Tales of the Unexpected, 1980)
- The Roald Dahl Omnibus, 1986
- Due Racconti (Two Fables, 1986)
- Ah, Sweet Mystery of Life: The Country Stories of Roald Dahl, 1989
- The Collected Short Stories of Dahl, 1991
- The Roald Dahl Treasury, 1997
- The Great Automatic Grammatizator, 1997
- Skin and Other Stories, 2000
- Roald Dahl, tutti i racconti (Roald Dahl: Collected Stories, 2006)

#### Vari
- The Mildenhall Treasure (1946, 1977, 1999)
- Il libro delle storie di fantasmi (Roald Dahl's Book of Ghost Stories, 1983) - introduzione di Roald Dahl
- Boy (Boy – Tales of Childhood, 1984)
- In solitario. Diario di volo (Going Solo, 1986)
- Measles, a Dangerous Illness, 1986
- Il libraio che imbrogliò l’Inghilterra (The Bookseller and The Great Automatic Grammatisator, 1991)
- Memories with Food at Gipsy House, 1991
- Roald Dahl's Guide to Railway Safety, 1991
- My Year, 1993
- Roald Dahl's Revolting Recipes, di Felicity Dahl, et al., 1994. Raccolta di ricette ispirate al cibo dei libri di Dahl, scritto da Roald & Felicity Dahl e Josie Fison
- Roald Dahl's Even More Revolting Recipes, di Felicity Dahl, et al., 2001.

### Opere teatrali
- The Honeys, 1955

## Filmografia

### Sceneggiatore
- I Gremlins (1943). Film mai realizzato; dal soggetto è stato ispirato il film Gremlins del 1984.
- Le ultime 36 ore (36 Hours), regia di George Seaton (1964)
- Agente 007 - Si vive solo due volte (You Only Live Twice), regia di Lewis Gilbert (1967)
- Citty Citty Bang Bang (Chitty Chitty Bang Bang), regia di Ken Hughes (1968). Commedia musicale.
- The Night Digger, regia di Alastair Reid (1971)
- Willy Wonka e la fabbrica di cioccolato (Willy Wonka & the Chocolate Factory), regia di Mel Stuart (1971)

### Film tratti da opere di Dahl
- Willy Wonka e la fabbrica di cioccolato (Willy Wonka & the Chocolate Factory), regia di Mel Stuart (1971). Con Gene Wilder; dall'omonimo romanzo del 1964.
- Il brivido dell'imprevisto (Tales of the Unexpected), serie TV (1979). Nelle prime stagioni gli episodi riprendono i racconti tratti dalle antologie Storie impreviste, Kiss Kiss e Someone like You.
- Il mio amico gigante (The BFG - The Big Friendly Giant), regia di Brian Cosgrove e Mark Hall (1989). Film d'animazione, dal romanzo Il GGG del 1982.
- Chi ha paura delle streghe?, regia di Nicolas Roeg (1990). Con Jasen Fisher, Anjelica Huston, Mai Zetterling; dal romanzo Le streghe del 1983.
- Matilda 6 mitica, regia di Danny DeVito (1996). Con Mara Wilson, Danny DeVito, Rhea Perlman, Embeth Davidtz; dal romanzo Matilda del 1988.
- James e la pesca gigante, regia di Henry Selick (1996). Prodotto, tra gli altri; da Tim Burton, dall'omonimo romanzo del 1961.
- La fabbrica di cioccolato, regia di Tim Burton (2005). Con Johnny Depp, Freddie Highmore e David Kelly; dall'omonimo romanzo del 1964.
- Fantastic Mr. Fox, regia di Wes Anderson (2009); film d'animazione in stop motion; dal romanzo Furbo, il signor Volpe del 1970.
- Il GGG - Il grande gigante gentile (The BFG), regia di Steven Spielberg (2016); dal romanzo Il GGG del 1982.
- Le streghe (The Witches), regia di Robert Zemeckis (2020). Con Anne Hathaway; dall'omonimo romanzo del 1983.
- Matilda The Musical di Roald Dahl (Roald Dahl's Matilda the Musical), regia di Matthew Warchus, tratto dalla versione di Broadway a sua volta ispirato a Matilda.
- La meravigliosa storia di Henry Sugar (The Wonderful Story of Henry Sugar), regia Wes Anderson (2023), cortometraggio; dalla raccolta Un gioco da ragazzi e altre storie del 1977.
- Il cigno (The Swan), regia di Wes Anderson (2023), cortometraggio; dalla raccolta Un gioco da ragazzi e altre storie del 1977.
- Il derattizzatore (The Rat Catcher), regia di Wes Anderson (2023), cortometraggio; dalla raccolta Someone Like You del 1979.
- Veleno (Poison), regia di Wes Anderson (2023), cortometraggio; dalla raccolta Someone Like You del 1979.
- Wonka, regia di Paul King (2024), prequel ispirato al libro La fabbrica di cioccolato con qualche spunto di elementi tratti dal primo film del libro.